# 埃米尔·森多伊
埃米尔·森多伊（羅馬尼亞語：Emil Săndoi，1965年3月1日—），罗马尼亚男子足球运动员，司职后卫。他曾代表罗马尼亚国家队参加1990年国际足联世界杯，结果队伍止步十六强。